# Squash aux Jeux sud-américains de 2022
Navigation
Édition précédente Édition suivante

Les compétitions de squash des Jeux sud-américains de 2022 se déroulent du 10 juin au 15 juin 2022 à Asuncion au Paraguay.
Il y a 7 épreuves, trois pour les hommes, trois pour les femmes et une mixte avec 9 nations participantes. Les titres par équipes ne sont pas attribués.

## Tableau des médailles
| Rang  | Nation    | Or | Argent | Bronze | Total |
| ----- | --------- | -- | ------ | ------ | ----- |
| 1     | Colombie  | 4  | 1      | 2      | 7     |
| 2     | Argentine | 1  | 0      | 4      | 5     |
| 3     | Équateur  | 0  | 1      | 4      | 5     |
| 4     | Paraguay  | 0  | 1      | 1      | 2     |
| 5     | Chili     | 0  | 1      | 0      | 1     |
| 5     | Pérou     | 0  | 1      | 0      | 1     |
| 7     | Chili     | 0  | 0      | 2      | 2     |
| 8     | Brésil    | 0  | 0      | 1      | 1     |
| Total | Total     | 5  | 5      | 14     | 24    |

## Palmarès
| Épreuves      | Or                                                       | Argent                                        | Bronze                                                     |
| ------------- | -------------------------------------------------------- | --------------------------------------------- | ---------------------------------------------------------- |
| Simple homme  | Leandro Romiglio Argentine                               | Ronald Palomino Colombie                      | Robertino Pezzota Argentine                                |
| Simple homme  | Leandro Romiglio Argentine                               | Ronald Palomino Colombie                      | Juan Camilo Vargas Colombie                                |
| Simple femme  | Laura Tovar Colombie                                     | Nicolette Fernandes Guyana                    | María Moya Équateur                                        |
| Simple femme  | Laura Tovar Colombie                                     | Nicolette Fernandes Guyana                    | Luján Palacios Paraguay                                    |
| Double homme  | Andrés Herrera Juan Camilo Vargas Colombie               | Alonso Escudero Rafael Gálvez Pérou           | Jeremías Azaña Robertino Pezzota Argentine                 |
| Double homme  | Andrés Herrera Juan Camilo Vargas Colombie               | Alonso Escudero Rafael Gálvez Pérou           | Diego Gobbi Pedro Mometto Brésil                           |
| Double femme  | Laura Tovar María Tovar Colombie                         | María Caridad Buenaño María Moya Équateur     | Anita Pinto Giselle Delgado Chili                          |
| Double femme  | Laura Tovar María Tovar Colombie                         | María Caridad Buenaño María Moya Équateur     | Pilar Etchechoury Valentina Portieri Argentine             |
| Double mixte  | Lucía Bautista Ronald Palomino Colombie                  | Francesco Marcantonio Luján Palacios Paraguay | Maria Falcione Leandro Romiglio Argentine                  |
| Double mixte  | Lucía Bautista Ronald Palomino Colombie                  | Francesco Marcantonio Luján Palacios Paraguay | Rafaela Albuja Javier Romo Équateur                        |
| Homme équipes |                                                          |                                               | Ronald Palomino Juan Camilo Vargas Andrés Herrera Colombie |
| Homme équipes | Javier Romo David Costales Álvaro Buenaño Équateur       |                                               |                                                            |
| Femme équipes |                                                          |                                               | Anita Pinto Giselle Delgado Camila Gallegos Chili          |
| Femme équipes | María Moya María Caridad Buenaño Rafaela Albuja Équateur |                                               |                                                            |